# تپه چغا (بیجار)
تپه چغا مربوط به هزاره دوم قبل از میلاد است و در شهرستان بیجار، روستای دارغیاث واقع شده و این اثر در تاریخ ۱۸ مهر ۱۳۵۶ با شمارهٔ ثبت ۱۴۶۳ به‌عنوان یکی از آثار ملی ایران به ثبت رسیده است.